# Tatsuya Morita
Tatsuya Morita (守田 達弥?, Morita Tatsuya; Chiba, 3 agosto 1990) è un calciatore giapponese, portiere del Machida Zelvia.

## Palmarès

### Club

#### Competizioni nazionali
- J2 League: 1

Matsumoto Yamaga: 2018